# Panda en de meester-knutselaar
Panda en de meester-knutselaar is een tekststripverhaal uit de Panda-reeks door Marten Toonder en de Toonder Studio's. Na publicatie in kranten in 1956 werd het in 1973 uitgegeven als boek en in 1985 als ingekleurde ballonstrip in een album. Vanwege minder ruimte zijn de teksten daar sterk aangepast, maar het verhaal niet.

## Samenvatting
Als Panda op een dag aan de wandel is, belandt er opeens een vliegend voorwerp bijna op hem. Daarna stort het neer, en Panda gaat eropaf. Het is een ton die tot helikopter verbouwd is. Panda maakt kennis met de inzittende, die zich "Knutseleer" noemt. Zijn favoriete woord is "sappig", voor als er iets goed gaat of goed is. Panda is geïnteresseerd, maar wil niet mee. Knutseleer "repareert" het toestel, duwt Panda er in, en stapt ook in, want misschien gaat het beter met twee personen. Op dat moment ziet een veldwachter hen, en die wordt daarna diverse keren getroffen door vliegende onderdelen. Ze vluchten met het toestel, en weten de veldwachter kwijt te raken.
Knutseleer toont Panda zijn werkplaats. Maar ook daar is het niet veilig; nog voor binnenkomst wordt Panda hardhandig aangepakt, en ook binnen dien je niets aan te raken want dan treedt er weer een of ander "handig" apparaat in werking. Hij bouwt vooral "robots", van oude onderdelen. Extra gevaarlijk is dat ze als brandstof nitroglycerine gebruiken. Panda is voortdurend het slachtoffer. Maar de veldwachter ook, als die werkplaats ontdekt. In de chaos daarna valt de grote fles nitroglycerine, en de hele werkplaats wordt verwoest. De veldwachter is tevreden, en Panda heeft er ook schoon genoeg van en loopt weg. Knutseleer blijft huilend achter.
Dat kan Panda toch niet negeren, en hij biedt Knutseleer zijn huis als werkplaats aan - met alle gevolgen van dien. Jollipop neemt algauw ontslag, waarop Knutseleer een robot bouwt om Panda te bedienen. Maar die is veel te ruw. Panda vlucht voortdurend. In de kelder staat ook een fles nitroglycerine. Panda denkt de robot daarmee uit te schakelen, maar in plaats daarvan komt hij onder hoogspanning te staan. Aangezien de robot geprogrammeerd is om Panda aan te raken, is hij nu dus levensgevaarlijk. Panda vlucht het huis uit.
Knutseleer heeft robotjes gemaakt die de robot moeten uitschakelen, maar die vernielen alles, behalve de robot. Panda vlucht uiteindelijk een fort binnen, met alle robots achter zich aan, die binnen dus ook tekeer gaan. De militairen zijn er niet tegen opgewassen. De fabrieksarbeiders maken er echter korte metten mee. Maar de grote robot is nog binnen en krijgt Panda toch te pakken, al is hij niet gevaarlijk meer. Uiteindelijk vernietigt de robot zichzelf. De generaal van het fort was kwaad, maar ziet het nu als een demonstratie, en benoemt Knutseleer tot hoofd geheime wapens. Maar dat vindt hij maar niks; Knutseleer wil geen wapens maken, maar gekke apparaatjes, zoals hij gewend is. Panda zegt dat hij dat vooral moet doen. Als de generaal later ziet dat er geen wapens gemaakt zijn, maar borstel-machines en dergelijke is hij boos; maar na demonstratie niet meer; want zoals altijd gaan de apparaten van Knutseleer veel te hard tekeer. "Daar kan geen vijand tegenop". En zo is iedereen tevreden. Panda gaat naar huis, en is blij dat Jollipop weer terug is.